# Ounagha
Ounagha (en tifinagh : ⵓⵏⴰⵖⴰ, en arabe : اوناغا) est une ville du Maroc, chef-lieu de la commune rurale du même nom. Elle est située à 25 km d'Essaouira, dans la région de Marrakech-Safi.

### Sources
- (en) Ounagha sur le site de Falling Rain Genomics, Inc.